# Segunda carta de relación de Hernán Cortés al emperador Carlos V
La Segunda Carta de relación de Hernán Cortés al emperador Carlos V forma parte de las cinco Cartas de relación escritas por Hernán Cortés al rey de España Carlos I, más conocido como Carlos V, por su nombre en el Sacro Imperio Romano Germánico, y a su madre, la reina Juana en las que relata sus viajes a Nueva España y la conquista de México-Tenochtitlán. Esta segunda carta fue fechada en 30 de octubre de 1520.

## Contenido

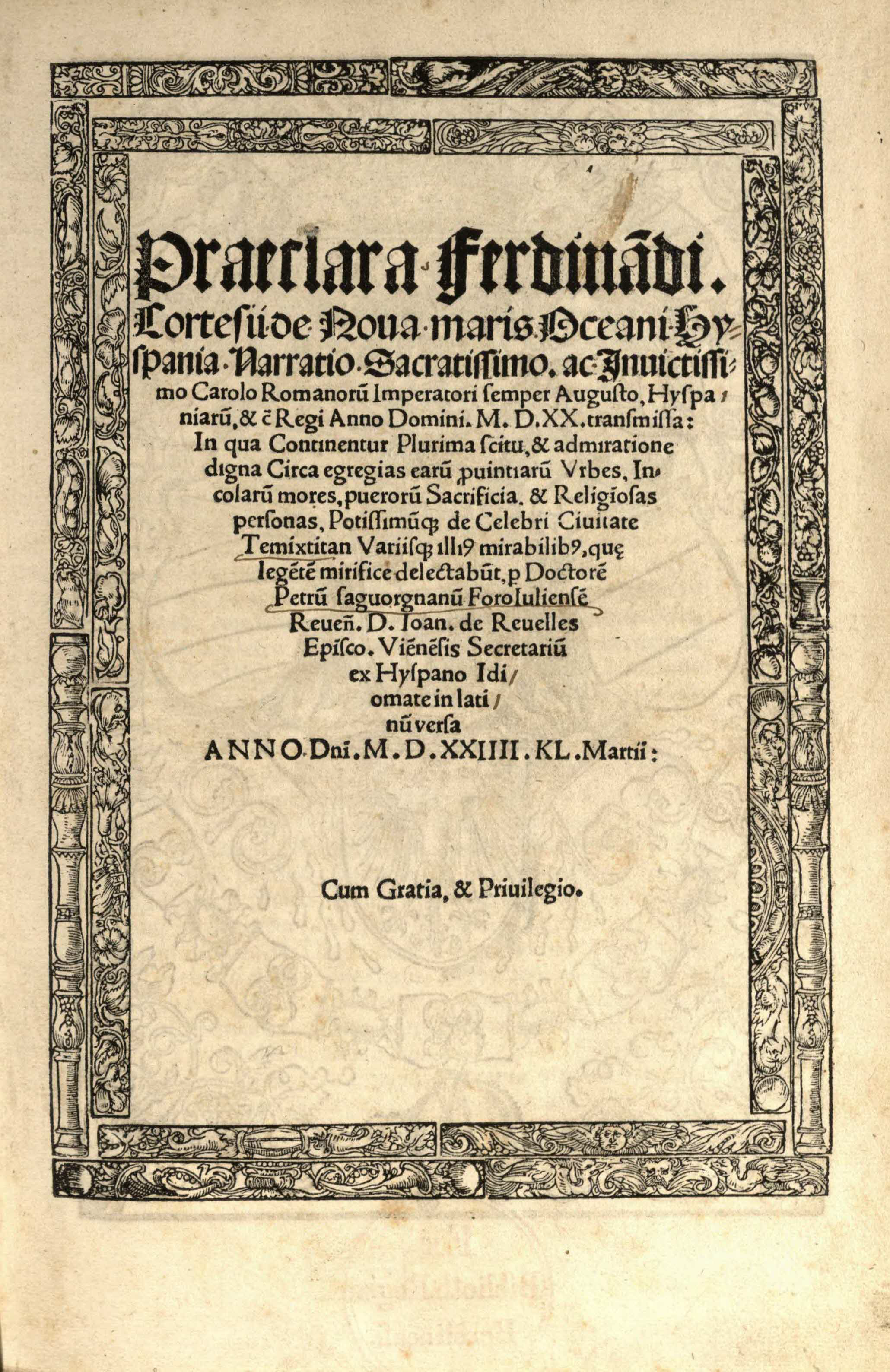
Edición latina de las cartas de relación segunda y tercera, dirigidas al emperador Carlos V, en las que Cortés narra lo ocurrido entre el 30 de octubre de 1520 y el 15 de mayo de 1522.

La primera edición impresa de la carta inicia con el titular:

Carta de relacion enviada a su S[acra] majestad del emperador nuestro señor por el capitán general de la Nueva España, llamado Fernando Cortés. En la cual hace relación de las tierras y provincias sin cuento que ha descubierto nuevamente en el Yucatán del año de 19 a esta parte, y ha sometido a la corona real de su S[acra] M[ajestad]. En especial hace relación de una grandísima provincia muy rica llamada Culúa, en la cual hay muy grandes ciudades y de maravillosos edificios, y de grandes tratos y riquezas. Entre las cuales hay una más maravillosa y rica que todas, llamada Timixtitán, que está por maravillosa arte edificada sobre una grande laguna; de la cual ciudad y provincia es rey un grandísimo señor llamado Mutezuma; donde le acaecieron al capitán y a los españoles espantosas cosas de oír. Cuenta largamente del grandísimo señorío del dicho Mutezuma, y de sus ritos y ceremonias y de cómo se sirve.

Escrita quince meses después de la Primera Carta, Cortés relató en la  Segunda carta de relación el proceso previo a la conquista de México-Tenochtitlán. Inició con una disculpa hacia los reyes por el tiempo que tardó en escribir; y continuó con el hundimiento de los bergantines para evitar que los hombres que lo acompañaron se arrepintieran y regresaran a La Española; y expuso su decisión de conquistar la ciudad y con ello justificó su expedición. Describió el poder, riqueza y religión de los mexicas. Mencionó los encuentros que tuvo con el jefe de Tlaxcala, Xicotencatl y el oro que recibió de los caciques y del tlatoani Moctezuma II, sus impresiones al conocer los conflictos políticos en el territorio y su visita con los naturales de Cholula. Posteriormente señaló los conflictos que tuvo con Moctezuma y su enfrentamiento con la sociedad mexica, la batalla que tuvo lugar en México-Tenochtitlán durante su ausencia, cuando se marchó a entrevistarse con Pánfilo de Nárvaez, la muerte del tlatoani y su derrota frente a las fuerzas mexicas. Después de ello, se dirigieron hacia Tlaxcala, donde los naturales le ofrecieron su apoyo para derrotar a los mexicas. Comenzaron a construir los bergantines para sitiar Tenochtitlán en compañía de más aliados indígenas, el conflicto con Pedro de Alvarado en el mercado de Tlatelolco, los sacrificios de los españoles, la captura de Cuauhtémoc, la derrota de los mexicas y la conquista México-Tenochtitlán.

## Publicaciones
| Traductor                   | Impresor                 | Idioma     | Fecha                   | Lugar            | Enlace a imagen digital       |
| --------------------------- | ------------------------ | ---------- | ----------------------- | ---------------- | ----------------------------- |
|                             | Jacobo Cronberger        | Castellano | 8 de noviembre de 1522  | Sevilla          | Biblioteca Nacional de España |
|                             | Jorge Coci               | Castellano | 1523                    | Zaragoza         |                               |
|                             | Andrea Calvo             | Italiano   | 17 de diciembre de 1522 | Milán            |                               |
|                             | Michel de Hoogstraten    | Francés    | 1523                    | Amberes          |                               |
|                             | Michel de Hoogstraten    | Flamenco   | 1523                    | Amberes          |                               |
| Pietro Savorgnani de Forli  | Federico Peypus          | Latín      | 1524                    | Núremberg        |                               |
| Pedro Mártir                |                          | Latín      | 1524                    |                  |                               |
| Nicolo Liburnio             | Bernardino de Viano      | Italiano   | 20 de agosto de 1524    | Venecia          | Universidad de Gante          |
| Nicolo Liburnio             | Zuan Antonio de Nicolini | Italiano   | 1525                    | Venecia          |                               |
| Sixto Birk y Andrés Diether |                          | Alemán     | 1550                    | Augsburgo        |                               |
| Simón Grineo                |                          |            | 1555 1616               | Basilea Róterdam |                               |

Las dos ediciones en castellano fueron prohibidas en marzo de 1527 y todos los ejemplares encontrados fueron quemados.

## Plano de la Ciudad de Tenochtitlán

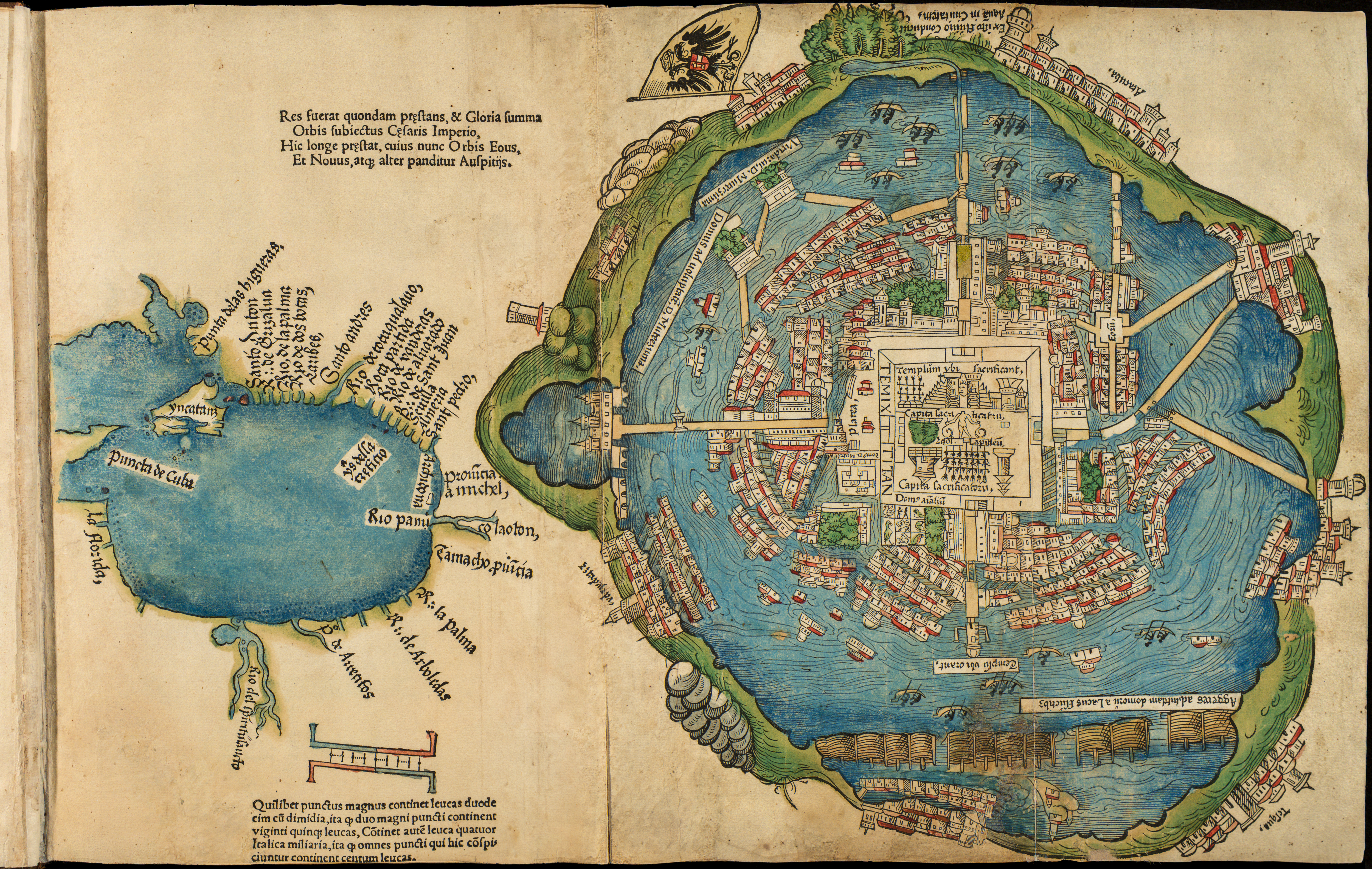
Plano de México Tenochtitlán impreso en 1524.

Uno de los elementos que destacan en esta carta es el plano que se adjuntó al documento, que ilustra la Ciudad de México-Tenochtitlán y se cree fue compuesto en 1520. En este se indican los lagos y calzadas que atraviesan Tenochtitlán.
Dicho plano fue impreso en la edición latina de las cartas en Núremberg en 1524.